# Кигали (аэропорт)
Международный аэропорт Кигали (ИАТА: KGL, ИКАО: HRYR) — главный международный аэропорт Руанды, находящийся в её столице, Кигали. Аэропорт Кигали является главным транзитным пунктом для полётов по Руанде, а также в приграничные города Гома и Букаву, принадлежащие ДРК. Аэропорт расположен в 7 километрах к востоку от центра города, в районе Каномбе, и имеет три терминала.
До 1973 года носил имя второго президента страны Грегуара Кайибанды.
6 апреля 1994 в аэропорту был сбит самолёт, на борту которого находились президент Руанды Жювеналь Хабьяримана и президент Бурунди Сиприен Нтарьямира. Катастрофа, в результате которой погибли оба политика, а также ещё 10 человек, спровоцировала геноцид в Руанде.
В 2010 году должно начаться строительство нового аэропорта Кигали, который будет расположен в Бугесере, к югу от города.

## Несчастные случаи
- 6 апреля 1994 г. – Falcon 50, принадлежащий тогдашнему президенту Руанды Жювеналю Хабиаримане и на его борту был сбит при приближении к аэропорту, погибли все 12 человек, находившихся на борту, включая Хабиариману и тогдашнего президента Бурунди Сиприена Нтарьямиру, которые возвращались со встречи по поводу окончания гражданской войны в Руанде. Обломки упали перед президентским дворцом. Вину за нападение возложили на повстанцев тутси, и в результате в течение часа после крушения ополченцы интерахамве начали геноцид в Руанде. Нет единого мнения о том, кто сбил или отдал приказ об атаке на самолёт.
- 1 июня 2004 года — Самолёт Ан-32, принадлежащий компании Sun Air (9XR-SN), по сообщениям, столкнулся с некоторыми проблемами с левым основным шасси после взлёта из Бени, Демократическая Республика Конго. Самолёт направлялся в Гому, но отклонился в Кигали для аварийной посадки. Самолёт разбился при посадке, в результате чего российские пилоты и конголезские пассажиры получили серьезные травмы.
- 12 ноября 2009 года, рейс 205 RwandAir, Bombardier CRJ-100 врезался в VIP-терминал вскоре после аварийной посадки. Из 10 пассажиров и 5 членов экипажа 1 пассажир погиб.